# Szergej Petrovics Izotov
Szergej Petrovics Izotov (oroszul: Сергей Петрович Изотов; 1917. június 30. – Leningrád, 1983. május 6.) szovjet mérnök, számos repülőgép-hajtómű és motor tervezése fűződik a nevéhez.
1941-ben végzett a Leningrádi Műszaki Főiskolán (ma: Szentpétervári Állami Műszaki Egyetem). Az egyetem befejezése után a Vlagyimir Klimov vezetése alatt álló, repülőgépmotorok tervezésével foglalkozó OKB–117 tervezőirodában kezdett dolgozni. Klimov 1962-ben bekövetkezett halála után ő vette át a tervezőiroda vezetését. Ezt követően az OKB–117 gázturbinák és helikoptereken használt reduktorok fejlesztésével foglalkozott.
Izotov első gázturbinája a GTD–350 volt, amelyet a Mi–2 helikopteren alkalmaztak. A hajtómű gyártását a lengyelországi PZL-Rzeszów végezte. Ezt követően a fejlesztés alatt álló Mi–8-hoz készítette el a TV2–117 szabadturbinás hajtóművet és a VR–8 reduktort.
A TV2–117 hajtóművet a nagyobb teljesítményű, 2200 LE-s TV3–117 követte, amelyet a Mi–17 és a Ka–32 helikoptereken alkalmaznak.
Izotov az 1960-as évek közepén kezdett el foglalkozni a harckocsi-gázturbinákkal. Az ez irányú fejlesztőmunka eredménye lett az 1969-ben elkészült GTD–1000T, majd a GTD–1250 gázturbina, amelyeket a T–80 harckocsikba építettek.
Izotov utolsó munkája az 1970-es évek végén kifejlesztett RD–33 gázturbinás sugárhajtómű, amelyet a MiG–29 vadászrepülőgépeken alkalmaznak.
Az egykori OKB–117 tervezőiroda ma Szentpéterváron Klimov Gépgyár néven működik. A Szentpétervári Állami Műszaki Egyetemen 2007 decemberében emléktáblát avattak tiszteletére.